# Čezneptunsko telo
Čezneptúnsko oziroma tránsneptúnovo teló je vsako nebesno telo v Osončju za Neptunovo tirnico. Mednje spada tudi Pluton s svojo luno Haron, Kvaoar, Sedna, Varuna in kometi. Če bi danes odkrili Pluton, ga verjetno ne bi imenovali planet. Ta del Osončja je v grobem razdeljen na Kuiperjev pas, razpršeni disk in Oortov oblak.
Na tirnico vsakega planeta težnostno vplivajo vsi drugi planeti. V začetku 20. stoletja so odkrivali vse več razlik med opazovanimi in izračunanimi vrednostmi tirnic znanih planetov. To je kazalo na to, da mora za Neptunom obstajati en ali več planetov. (glej planet X). Ta iskanja so vodila do Tombaughovega odkritja Plutona v letu 1930. Od tedaj so našli še več drugih podobnih teles. Njihova masa je sicer premajhna, da bi pojasnila razlike, vendar so novejši izračuni Neptunove mase pokazali, da je bil problem odveč.

## Pomembnejša čezneptunska telesa
| Telo                  | Navidezni sij (H) |             | Premer (km)                           | Tip                    |
| --------------------- | ----------------- | ----------- | ------------------------------------- | ---------------------- |
| Pluton                | −1                | 0,6         | 2320                                  | plutino                |
| Haron                 | 1                 | 0,4         | 1270                                  | plutino                |
| (15760) 1992 QB1      | -                 | -           | -                                     | kubevan                |
| (15874) 1996 TL66     | 21                | -           | ~500                                  | telo razpršenega diska |
| (20000) Varuna        | 3,7               | 0,07 ± 0,02 | 900 ± 140                             | kubevan                |
| (28978) Iksion        | 3,2               | 0,09        | 1065 ± 165                            | plutino                |
| (50000) Kvaoar        | 2,6               | 0,12        | 1200 ± 200                            | kubevan                |
| (55565) 2002 AW197    | 3,2               | 0,1         | 890±120                               | telo razpršenega diska |
| (90377) Sedna         | -                 | -           | 1100—2200                             | planetoid              |
| (90482) Ork (2004 DW) | 2,3               | 0,04/0,12   | ~1500                                 | plutino                |
| Haumea                | -                 | -           | 1960 × 1518 × 996 – 2500 × 1080 × 860 | nerazvrščen            |
| Erida                 | -                 | -           | > 2390                                | telo razpršenega diska |
| Makemake              | -                 | -           | -                                     | nerazvrščen            |